# 雨のちガリレオ
『雨のちガリレオ』は、Galileo Galileiのインディーズミニアルバム。2009年1月21日に発売。

## 解説
10代のアーティストによるオーディション形式の野外フェス「閃光ライオット2008」でグランプリを受賞したGalileo Galileiのデビューアルバム。本作は閃光レーベルから発売された1作目のオリジナルアルバムとなっている。
閃光ライオットでも披露した「ハローグッバイ」をはじめ、映画『管制塔』のモチーフとなった「管制塔」など、全7曲が収録されている。Galileo Galileiは次作『ハマナスの花』でメジャーデビューを果たしたため、本作はインディーズでリリースされた最後の作品となった。

## 収録曲
全作詞・作曲：尾崎雄貴、編曲：Galileo Galilei
1. 管制塔(5:16)
バンド結成後初めて制作された楽曲。
本曲をモチーフとした同名映画が三木孝浩監督によって2011年に制作された。三木は映画『管制塔』を制作した理由として、「去年（2010年）の夏頃、Galileo Galileiのライブを観る機会がありまして。それがめちゃくちゃ良くて。10代で人気が出たバンドって、若さやフレッシュさで押していくことが多いと思うんですけど、Galileo Galileiの場合はそこに甘えていない感じがしたんですね。テクニックもあったし、パフォーマンスの表現力もあったし。中でも『管制塔』という曲が印象に残ったんですけど（中略）、バンドを結成した経緯やその曲を作ったときの状況を彼らから聞いて、稚内という場所がGalileo Galileiというバンドを作って、『管制塔』という曲を作ったんだということがすごく伝わってきました。それで、稚内を舞台にしたオリジナルストーリーを撮りたいと思ったんです」と語っている[3]。
1stフルアルバム『パレード』にアコースティックバージョンが収録されているほか、ベストアルバム『車輪の軸』には本作のバージョンが収録されている。
2. Swallow(5:16)
インディーズ1stアルバム『1tas2』収録[4]。
3. PIXIE(3:20)
インディーズ1stアルバム『1tas2』収録。
4. 扇風機(5:43)
5. Monday7s(3:41)
インディーズ1stアルバム『1tas2』収録[5]。
6. ハローグッバイ(4:15)
閃光ライオット2008のグランプリ受賞のきっかけとなった楽曲。
2014年には、渋谷公会堂で初のホール単独ライブを開催することを記念し、本曲をリメイクして再録した楽曲「Hellogoodbye」が配信限定でリリースされている。
インディーズ1stシングル『HELLO GOODBYE』、インディーズ1stアルバム『1tas2』、コンピレーションアルバム『閃光ライオット2008』、ベストアルバム『車輪の軸』にも収録されている。
7. ねるら村の感謝祭(4:36)
インディーズ1stシングル『HELLO GOODBYE』、インディーズ1stアルバム『1tas2』収録。

## 演奏
- 尾崎雄貴：Vocal, Guitar, Trumpet, Percussion
- 船谷創平：Guitar
- 佐孝仁司：Bass
- 尾崎和樹：Drums
- Chima：Chorus (#2.3.5)
- マーチン：Piano (#4)